# Steinberg am See
Steinberg am See là một đô thị ở huyện Schwandorf bang Bayern, Đức.